# Аннсвілл (Нью-Йорк)
Аннсвілл (англ. Annsville) — місто (англ. town) в США, в окрузі Онейда штату Нью-Йорк. Населення — 2639 осіб (2020).

## Демографія
Згідно з переписом 2010 року, у місті мешкало 3012 осіб у 1100 домогосподарствах у складі 819 родин. Було 1232 помешкання
Расовий склад населення:
| - 96,7 % — білих - 1,1 % — чорних або афроамериканців - 0,6 % — азіатів - 0,3 % — корінних американців |

До двох чи більше рас належало 1,0 %. Частка іспаномовних становила 1,1 % від усіх жителів.
За віковим діапазоном населення розподілялося таким чином: 25,6 % — особи молодші 18 років, 63,4 % — особи у віці 18—64 років, 11,0 % — особи у віці 65 років та старші. Медіана віку мешканця становила 39,3 року. На 100 осіб жіночої статі у місті припадало 102,4 чоловіків;  на 100 жінок у віці від 18 років та старших — 101,6 чоловіків також старших 18 років.
Середній дохід на одне домашнє господарство  становив 57 622 долари США (медіана — 49 199), а середній дохід на одну сім'ю — 64 708 доларів (медіана — 60 833). Медіана доходів становила 43 512 долари для чоловіків та 40 189 доларів для жінок. За межею бідності перебувало 16,3 % осіб, у тому числі 20,7 % дітей у віці до 18 років та 5,4 % осіб у віці 65 років та старших.
Цивільне працевлаштоване населення становило 1300 осіб. Основні галузі зайнятості: освіта, охорона здоров'я та соціальна допомога — 18,6 %, виробництво — 17,0 %, роздрібна торгівля — 14,8 %.